# Amalie Iuel
Amalie Hammild Iuel (ur. 17 kwietnia 1994 w Aalborgu) – norweska lekkoatletka specjalizująca się w biegach sprinterskich i płotkarskich. Do lipca 2015 roku reprezentowała Danię.
Po zmianie barw narodowych, zajęła 5. miejsce w biegu na 400 metrów przez płotki podczas młodzieżowych mistrzostw Europy oraz startowała na światowym czempionacie w Pekinie (2015). Szósta zawodniczka mistrzostw Europy w Amsterdamie (2016). Rok później w mistrzostwach świata w Londynie zajmowała odległe pozycje w eliminacjach biegów na 400 metrów oraz płotkarskiego na tym samym dystansie i nie awansowała do półfinału.
Medalistka mistrzostw NCAA oraz reprezentantka kraju na drużynowych mistrzostwach Europy.

## Osiągnięcia
| Rok  | Impreza                                  | Miejsce        | Konkurencja                 | Lokata     | Wynik   |
| ---- | ---------------------------------------- | -------------- | --------------------------- | ---------- | ------- |
| 2015 | Młodzieżowe mistrzostwa Europy           | Tallinn        | bieg na 400 m przez płotki  | 5. miejsce | 56,36   |
| 2015 | Mistrzostwa świata                       | Pekin          | bieg na 400 m przez płotki  | eliminacje | 56,59   |
| 2016 | Mistrzostwa Europy                       | Amsterdam      | bieg na 400 m przez płotki  | 6. miejsce | 56,24   |
| 2016 | Igrzyska olimpijskie                     | Rio de Janeiro | bieg na 400 m przez płotki  | eliminacje | 56,75   |
| 2017 | I liga drużynowych mistrzostw Europy     | Vaasa          | bieg na 400 m przez płotki  | 2. miejsce | 55,68   |
| 2017 | I liga drużynowych mistrzostw Europy     | Vaasa          | sztafeta 4 × 400 m          | –          | DQ      |
| 2017 | Mistrzostwa świata                       | Londyn         | bieg na 400 m               | eliminacje | 52,55   |
| 2017 | Mistrzostwa świata                       | Londyn         | bieg na 400 m przez płotki  | eliminacje | 56,42   |
| 2018 | Mistrzostwa Europy                       | Berlin         | bieg na 400 m przez płotki  | półfinał   | 55,81   |
| 2019 | Uniwersjada                              | Neapol         | bieg na 400 m przez płotki  | 3. miejsce | 56,13   |
| 2019 | I liga drużynowych mistrzostw Europy     | Sandnes        | bieg na 400 m przez płotki  | 1. miejsce | 55,80   |
| 2019 | I liga drużynowych mistrzostw Europy     | Sandnes        | sztafeta 4 × 400 m          | 1. miejsce | 3:33,69 |
| 2019 | Mistrzostwa świata                       | Doha           | bieg na 400 m przez płotki  | półfinał   | 55,03   |
| 2021 | Igrzyska olimpijskie                     | Tokio          | bieg na 400 m przez płotki  | półfinał   | 57,61   |
| 2022 | Mistrzostwa świata                       | Eugene         | bieg na 400 m przez płotki  | półfinał   | 54,81   |
| 2022 | Mistrzostwa świata                       | Eugene         | sztafeta 4 × 400 m          | eliminacje | 3:32,00 |
| 2022 | Mistrzostwa Europy                       | Monachium      | bieg na 400 m przez płotki  | 5. miejsce | 55,32   |
| 2024 | World Athletics Relays                   | Nassau         | sztafeta 4 × 400 m          | 5. miejsce | 3:26,88 |
| 2024 | Mistrzostwa Europy                       | Rzym           | bieg na 400 m przez płotki  | półfinał   | 54,89   |
| 2024 | Mistrzostwa Europy                       | Rzym           | sztafeta 4 × 400 m          | eliminacje | 3:26,05 |
| 2024 | Igrzyska olimpijskie                     | Paryż          | bieg na 400 m przez płotki  | półfinał   | 54,88   |
| 2024 | Igrzyska olimpijskie                     | Paryż          | sztafeta 4 × 400 m          | eliminacje | 3:28,61 |
| 2025 | World Athletics Relays                   | Kanton         | sztafeta 4 × 400 m          | 4. miejsce | 3:25,35 |
| 2025 | II dywizja drużynowych mistrzostw Europy | Maribor        | bieg na 400 m przez płotki  | 2. miejsce | 55,51   |
| 2025 | II dywizja drużynowych mistrzostw Europy | Maribor        | sztafeta mieszana 4 × 400 m | 1. miejsce | 3:13,64 |

## Rekordy życiowe
- Bieg na 400 metrów (stadion) – 51,64 (2021) były rekord Norwegii
- Bieg na 400 metrów (hala) – 52,25 (2020) były rekord Norwegii
- Bieg na 400 metrów przez płotki – 54,68 (2022) były rekord Norwegii
- Pięciobój (hala) – 4444 pkt. (2016)
- Siedmiobój – 6011 pkt. (2016)

11 maja 2025 w Kantonie Iuel biegła na drugiej zmianie norweskiej sztafety 4 × 400 metrów, która wynikiem 3:25,35 ustanowiła aktualny rekord kraju w tej konkurencji.
29 czerwca 2025 w Mariborze Iuel biegła na drugiej zmianie norweskiej sztafety mieszanej 4 × 400 metrów, która wynikiem 3:13,64 ustanowiła aktualny rekord kraju w tej konkurencji.
Do zawodniczki należał rekord Norwegii na dystansie 400 metrów przez płotki (54,72 w 2019).